# 니니 마르샬
니니 마르샬(Niní Marshall, 1903년 7월 2일 ~ 1996년 3월 18일)은 아르헨티나의 희극인, 배우, 각본가이다. "치마 입은 채플린" 또는 "유머의 여인"이란 별칭으로 불리기도 하였다. 아르헨티나 영화 황금기의 대표적인 인물 중 한 명이었다.